# Thorelliola ensifera
Thorelliola ensifera är en spindelart som först beskrevs av Tord Tamerlan Teodor Thorell 1877.  Thorelliola ensifera ingår i släktet Thorelliola och familjen hoppspindlar. Inga underarter finns listade i Catalogue of Life.